# Marco Licinio Crasso Frugi
Marco Licinio Crasso Frugi (in latino: Marcus Licinius Crassus Frugi; ... – 47) è stato un politico e console dell'Impero romano, appartenente alla Gens Licinia.

## Biografia

### Origini famigliari
Figlio di Marco Licinio Crasso Dive, console del 14 a.C., a sua volta adottato da Marco Licinio Crasso, console del 30 a.C., e di una non meglio identificata matrona romana. Era il fratello di Licinia, moglie di Lucio Calpurnio Pisone, collega console nello stesso anno, e padre di quel Gaio Calpurnio Pisone, che nel 65 d.C. capeggiò la congiura contro l'imperatore Nerone. Era, inoltre, nipote del triumviro Marco Licinio Crasso, morto nel 53 a.C. a Carre in Mesopotamia.
Frugi sposò Scribonia, figlia di Lucio Scribonio Libone, console del 16 e discendente di Pompeo Magno, e di Sulpicia. Ebbero numerosi figli, tra cui:
- Gneo Pompeo Magno, che sposò Claudia Antonia nel 43, figlia dell'imperatore romano, Claudio; fu assassinato nel 47.[1][2]
- Marco Licinio Crasso Frugi, console del 64 sotto Nerone.[1] Incolpato da Marco Aquilio Regolo venne messo a morte tra il 66 e il 68.[3]
- Licinia;[1]
- Marco Licinio Crasso Scriboniano, a cui venne offerta la porpora imperiale tra il 68 e il 69 da Marco Antonio Primo, ma egli rifiutò la proposta.[1]
- Lucio Calpurnio Pisone Liciniano (38-69) fu adottato dall'imperatore Servio Sulpicio Galba, ma morto il padre adottivo nel 69, venne assassinato per ordine di Otone, quando tentò di ottenere il trono imperiale. Liciniano sposò una donna chiamata Verania Germina, che proveniva da una famiglia di rango consolare.[1]
- Licinia Magna, che sposò il senatore romano Lucio Calpurnio Pisone, console nel 57.[1][4] Pisone venne messo a morte dall'imperatore romano Vespasiano, poiché dallo stesso considerato suo rivale. Licinia e Pisone ebbero una figlia chiamata Calpurnia che sposò Calpurnio Pisone Galeriano, figlio di Gaio Calpurnio Pisone (console nel 41 insieme all'imperatore Claudio).[5] Licinia morì in una data compresa tra il 70 e l'80, come riposta un'iscrizione tombale trovata nei pressi di Villa Bonaparte presso la Porta Salaria, oggi conservato presso i Musei Vaticani.[6]

### Carriera politica
Frugi fu prima pretore, e quindi nel 27 d.C. console, sotto l'impero di Tiberio. Successivamente sembra che entrasse nelle grazie dell'imperatore Claudio, tanto da avere una posizione privilegiata durante il trionfo del 43 d.C., celebrato per la conquista della Britannia. Intorno al 44 d.C. fu governatore della Mauretania.
Nella primavera del 47, Frugi, la moglie e il figlio Gneo Pompeo Magno furono giustiziati su ordine dell'imperatrice romana Valeria Messalina. I tre furono seppelliti nella tomba di famiglia che si trova sulla via Salaria.